# Persone di nome Caterina
| Questa pagina contiene informazioni ricavate automaticamente dalle voci biografiche con l'ausilio del template Bio e di un bot. L'aggiornamento è periodico e automatico e ricostruisce completamente la pagina. Se manca una persona in questa lista, sei pregato di non aggiungerla, ma accertati piuttosto che la sua voce biografica contenga il template Bio e che i dati anagrafici siano correttamente compilati. Se il template Bio manca, inseriscilo tu stesso o, in alternativa, metti l'avviso {{tmp\|Bio}} che ne segnala la mancanza. Se i dati riportati sono sbagliati, correggi direttamente la voce biografica; le modifiche saranno visibili in questa lista entro pochi giorni. Per chiarimenti vedi il progetto antroponimi. La lista contiene solo le 239 persone che sono citate nell'enciclopedia e per le quali è stato implementato correttamente il template Bio. Pagina aggiornata al 22 lug 2025. |

Questa è una lista di persone presenti nell'enciclopedia che hanno il nome Caterina, suddivise per attività principale.

## Allenatrici di sci alpino(1)
- Caterina Dietschi, allenatrice di sci alpino e ex sciatrice alpina svizzera (Valcolla, n. 1971)

## Artiste(1)
- Caterina Davinio, artista e scrittrice italiana (Foggia, n. 1957)

## Astronome(1)
- Caterina Scarpellini, astronoma e scienziata italiana (Foligno, n. 1808 - Roma, † 1873)

## Attrici(11)
- Caterina Boratto, attrice italiana (Torino, n. 1915 - Roma, † 2010)
- Caterina Costantini, attrice italiana (Bitritto, n. 1955)
- Caterina Deregibus, attrice italiana (Casale Monferrato, n. 1973)
- Caterina Ferioli, attrice italiana (Bologna, n. 2003)
- Caterina Guzzanti, attrice, comica e imitatrice italiana (Roma, n. 1976)
- Caterina Misasi, attrice italiana (Cosenza, n. 1983)
- Caterina Murino, attrice, modella e showgirl italiana (Cagliari, n. 1977)
- Caterina Scorsone, attrice canadese (Toronto, n. 1981)
- Caterina Shulha, attrice e modella bielorussa (Hrodna, n. 1993)
- Caterina Sylos Labini, attrice e doppiatrice italiana (Matera, n. 1954)
- Caterina Vertova, attrice italiana (Milano, n. 1960)

## Attrici teatrali(3)
- Caterina Bresciani, attrice teatrale italiana (Firenze, n. 1722 - Brescia, † 1780)
- Caterina Biancolelli, attrice teatrale italiana (Parigi, n. 1665 - Parigi, † 1716)
- Caterina Manzoni, attrice teatrale italiana (Padova, n. 1745)

## Badesse(1)
- Agnese d'Assisi, badessa italiana (Assisi, n. 1197 - Assisi, † 1253)

## Beate(1)
- Caterina di Bosnia, beata bosniaca (Blagaj, n. 1425 - Roma, † 1478)

## Calciatrici(4)
- Caterina Ambrosi, calciatrice italiana (Negrar, n. 1999)
- Caterina Bargi, calciatrice italiana (Genova, n. 1995)
- Caterina Ferin, calciatrice italiana (n. 2000)
- Caterina Zuccaro, calciatrice italiana (Catania, n. 1956)

## Cantanti(6)
- Caterina Aschieri, cantante italiana (Roma, n. 1710)
- Caterina Caselli, cantante, produttrice discografica e attrice italiana (Modena, n. 1946)
- Caterina Lescano, cantante ungherese (L'Aia, n. 1919 - Caracas, † 1965)
- Caterina Martinelli, cantante italiana (Roma - Mantova, † 1608)
- Katyna Ranieri, cantante e attrice italiana (Follonica, n. 1925 - Roma, † 2018)
- Caterina Valente, cantante, attrice e showgirl italiana (Parigi, n. 1931 - Lugano, † 2024)

## Cantanti liriche(2)
- Caterina Barili, cantante lirica italiana (Roma - Roma, † 1870)
- Caterina Lipparini, cantante lirica italiana (Bologna, n. 1793 - Bologna, † 1851)

## Cestiste(3)
- Caterina Dotto, cestista italiana (Camposampiero, n. 1993)
- Caterina Gilli, cestista italiana (Ferrara, n. 2002)
- Caterina Logoh, cestista italiana (Osimo, n. 2003)

## Compositori(1)
- Caterina Benedicta Grazianini, compositore italiana

## Compositrici(2)
- Caterina Assandra, compositrice italiana (Pavia)
- Caterina Barbieri, compositrice e musicista italiana (Bologna, n. 1990)

## Conduttrici televisive(3)
- Caterina Balivo, conduttrice televisiva e ex modella italiana (Aversa, n. 1980)
- Luana Colussi, conduttrice televisiva, attrice e ex modella italiana (Udine, n. 1965)
- Katie Boyle, conduttrice televisiva e attrice britannica (Firenze, n. 1926 - † 2018)

## Contrabbassiste(1)
- Caterina Palazzi, contrabbassista italiana (Roma, n. 1982)

## Criminali(1)
- Rina Fort, criminale italiana (Santa Lucia di Budoia, n. 1915 - Firenze, † 1988)

## Cuoche(1)
- Caterina Ceraudo, cuoca, enologa e imprenditrice italiana (Crotone, n. 1987)

## Danzatrici(1)
- Caterina Beretta, ballerina italiana (Milano, n. 1828 - Milano, † 1911)

## Doppiatrici(1)
- Caterina Rochira, doppiatrice e direttrice del doppiaggio italiana (Torino, n. 1949)

## Etnomusicologhe(1)
- Caterina Bueno, etnomusicologa e cantante italiana (Fiesole, n. 1943 - Firenze, † 2007)

## Farmaciste(1)
- Caterina Vitale, farmacista e chimica maltese (Grecia, n. 1566 - Siracusa, † 1619)

## Filantrope(1)
- Caterina Scappi, filantropa maltese (Siena - La Valletta, † 1643)

## Filosofe(1)
- Caterina Resta, filosofa italiana (Messina, n. 1953)

## Fondiste(1)
- Caterina Ganz, fondista italiana (n. 1995)

## Fotografe(1)
- Caterina Farassino, fotografa e cantante italiana (Torino, n. 1977 - Torino, † 2005)

## Ginnaste(1)
- Caterina Cereghetti, ginnasta svizzera (Bellinzona, n. 2001)

## Giornaliste(5)
- Caterina Ceccuti, giornalista e scrittrice italiana (Firenze, n. 1980)
- Titti De Simone, giornalista e politica italiana (Palermo, n. 1970)
- Caterina Durante, giornalista, scrittrice e insegnante italiana (Melendugno, n. 1928 - Lecce, † 2004)
- Caterina Emili, giornalista, scrittrice e editrice italiana (Roma, n. 1948 - Perugia, † 2022)
- Caterina Ruggeri, giornalista e conduttrice televisiva italiana (Piacenza, n. 1968)

## Imperatrici(1)
- Caterina di Bulgaria, imperatrice bulgara

## Imprenditrici(1)
- Caterina Panciera Besarel, imprenditrice e scultrice italiana (Astragal, n. 1867 - Astragal, † 1947)

## Informatiche(1)
- Caterina Fake, informatica e imprenditrice statunitense (Pittsburgh, n. 1969)

## Magistrate(1)
- Caterina Chinnici, magistrata e politica italiana (Palermo, n. 1954)

## Matematiche(1)
- Caterina Consani, matematica italiana (Chiavari, n. 1963)

## Mezzosoprani(2)
- Caterina Galli, mezzosoprano italiano (Cremona, n. 1723 - Chelsea, † 1804)
- Caterina Novak, mezzosoprano italiano (Napoli)

## Mistiche(1)
- Caterina da Genova, mistica e veggente italiana (Genova, n. 1447 - Genova, † 1510)

## Modelle(2)
- Caterina Di Fuccia, modella italiana (Marcianise, n. 1998)
- Caterina Ravaglia, modella italiana (Ravenna, n. 1994)

## Nobildonne(16)
- Caterina Appiano, nobildonna italiana (Piombino, n. 1401 - Scarlino, † 1451)
- Caterina d'Asburgo, nobildonna (Rheinfelden - Landshut, † 1282)
- Caterina Bevilacqua, nobildonna italiana (n. 1396)
- Caterina Branković, nobildonna e scrittrice serba (Vučitrn, n. 1418 - Konče, † 1492)
- Caterina di Schleswig-Holstein-Sonderburg-Beck, nobildonna tedesca (n. 1750 - Berlino, † 1811)
- Caterina Gattilusio, nobildonna bizantina (Mistra, † 1442)
- Caterina Gonzaga di Giorgio, nobildonna italiana (Novellara)
- Caterina Karlsdotter, nobildonna svedese (Stoccolma, † 1450)
- Caterina di Lorena, nobildonna francese (n. 1585 - Parigi, † 1618)
- Caterina Pico, nobildonna italiana (Mirandola, n. 1454 - Luzzara, † 1501)
- Caterina Sagredo Barbarigo, nobildonna italiana (Venezia, n. 1715 - Padova, † 1772)
- Caterina Scotti, nobildonna italiana (Agazzano - † 1468)
- Caterina Spinola, nobildonna italiana (Genova - Milano, † 1319)
- Caterina Visconti, nobildonna italiana (Milano, n. 1342 - Mantova, † 1382)
- Caterina de Cardona, nobildonna e monaca cristiana spagnola (Barcellona, n. 1519 - Casas de Benítez, † 1577)
- Caterina di Gorizia, nobildonna italiana († 1391)

## Nuotatrici(1)
- Caterina Giacchetti, ex nuotatrice italiana (Napoli, n. 1988)

## Pallanuotiste(1)
- Caterina Banchelli, ex pallanuotista italiana (Firenze, n. 2000)

## Pallavoliste(4)
- Caterina Bosetti, pallavolista italiana (Busto Arsizio, n. 1994)
- Caterina Cialfi, ex pallavolista italiana (Milano, n. 1995)
- Caterina De Marinis, ex pallavolista e ex giocatrice di beach volley italiana (Vasto, n. 1970)
- Caterina Fanzini, pallavolista italiana (Parma, n. 1985)

## Pittrici(3)
- Caterina Amigoni Castellini, pittrice italiana
- Caterina Ginnasi, pittrice italiana (Roma, n. 1590 - Roma, † 1660)
- Caterina Mongardi, pittrice italiana (n. 1645 - † 1680)

## Poetesse(2)
- Caterina Bon Brenzoni, poetessa e scrittrice italiana (Verona, n. 1813 - Verona, † 1856)
- Caterina Dolfin, poetessa italiana (Venezia, n. 1736 - Venezia, † 1793)

## Politiche(6)
- Caterina Bini, politica italiana (Pistoia, n. 1975)
- Caterina Biti, politica italiana (Firenze, n. 1976)
- Caterina Licatini, politica italiana (Mazara del Vallo, n. 1979)
- Caterina Pes, politica italiana (Sassari, n. 1960)
- Caterina Sforza, politica (Milano - Firenze, † 1509)
- Caterina Tufarelli Palumbo, politica italiana (Nocara, n. 1922 - Roma, † 1979)

## Principesse(15)
- Caterina di Brunswick-Wolfenbüttel, principessa tedesca (Wolfenbüttel, n. 1518 - Krosno Odrzańskie, † 1574)
- Caterina Amalia di Orange-Nassau, principessa olandese (L'Aia, n. 2003)
- Caterina di Brandeburgo, principessa (Königsberg, n. 1602 - Schöningen, † 1644)
- Caterina d'Aviz, principessa portoghese (Lisbona, n. 1436 - Lisbona, † 1463)
- Caterina di Sassonia-Lauenburg, principessa tedesca (n. 1400 - † 1450)
- Caterina di Bosnia, Grand Principessa di Hum, principessa bosniaca (Srebrenik, n. 1294 - Bribir, † 1355)
- Caterina d'Aragona, principessa spagnola (Alcalá de Henares, n. 1485 - Kimbolton, † 1536)
- Caterina di Guimarães, principessa portoghese (Lisbona, n. 1540 - Vila Viçosa, † 1614)
- Caterina Jagellona, principessa polacca (Cracovia, n. 1526 - Stoccolma, † 1583)
- Caterina di Valois, principessa francese (Parigi, n. 1378 - † 1388)
- Caterina Vasa, principessa svedese (Stoccolma, n. 1539 - Berum, † 1610)
- Caterina Vasa, principessa svedese (Nyköping, n. 1584 - Västerås, † 1638)
- Caterina di Hohenlohe-Waldenburg-Schillingsfürst, principessa (Stoccarda, n. 1817 - Friburgo in Brisgovia, † 1893)
- Caterina Belgica di Nassau, principessa (Anversa, n. 1578 - Hanau, † 1648)
- Caterina di Grecia, principessa greca (Atene, n. 1913 - Londra, † 2007)

## Registe(2)
- Caterina Carone, regista, sceneggiatrice e pittrice italiana (Ascoli Piceno, n. 1982)
- Caterina Klusemann, regista e produttrice cinematografica tedesca (Lucca, n. 1973)

## Religiose(13)
- Caterina di Bar, religiosa francese (Saint-Dié-des-Vosges, n. 1614 - Parigi, † 1698)
- Caterina di Svezia, religiosa svedese (Vadstena, † 1381)
- Caterina da Bologna, religiosa italiana (Bologna, n. 1413 - Bologna, † 1463)
- Caterina da Siena, religiosa, teologa e filosofa italiana (Siena, n. 1347 - Roma, † 1380)
- Caterina Cittadini, religiosa italiana (Bergamo, n. 1801 - Somasca, † 1857)
- Caterina Farnese, religiosa italiana (Piacenza, n. 1637 - Parma, † 1684)
- Osanna di Cattaro, religiosa montenegrina (Relezi, n. 1493 - Cattaro, † 1565)
- Caterina Labouré, religiosa francese (Fain-lès-Moutiers, n. 1806 - Parigi, † 1876)
- Caterina Moriggi, religiosa italiana (Pallanza - Varese, † 1478)
- Caterina de' Ricci, religiosa italiana (Firenze, n. 1522 - Prato, † 1590)
- Caterina Tomás, religiosa spagnola (Valldemossa, n. 1531 - Palma di Maiorca, † 1574)
- Caterina Volpicelli, religiosa italiana (Napoli, n. 1839 - Napoli, † 1894)
- Caterina de' Pazzi, religiosa e beata italiana (Repubblica di Firenze, n. 1463 - Repubblica di Firenze, † 1490)

## Restauratrici(1)
- Caterina Motta, restauratrice italiana (Roma, n. 1952 - Roma, † 2016)

## Sante(1)
- Caterina d'Alessandria, santa egizia (Alessandria d'Egitto - Alessandria d'Egitto)

## Sceneggiatrici(1)
- Caterina Salvadori, sceneggiatrice, regista e scrittrice italiana (Bologna, n. 1991)

## Sciatrici alpine(1)
- Caterina Sinigoi, sciatrice alpina italiana (n. 2003)

## Scrittrici(8)
- Caterina Bonvicini, scrittrice italiana (Firenze, n. 1974)
- Víctor Català, scrittrice spagnola (L'Escala, n. 1869 - † 1966)
- Caterina Franceschi Ferrucci, scrittrice, poetessa e patriota italiana (Narni, n. 1803 - Firenze, † 1887)
- Caterina Kolosimo, scrittrice, giornalista e astrologa italiana (Bolzano, n. 1942)
- Caterina Percoto, scrittrice e poetessa italiana (Manzano, n. 1812 - Manzano, † 1887)
- Caterina Pigorini Beri, scrittrice italiana (Fontanellato, n. 1845 - Roma, † 1924)
- Caterina Serra, scrittrice e sceneggiatrice italiana (Padova)
- Caterina Venturini, scrittrice e sceneggiatrice italiana (Amelia, n. 1975)

## Scultrici(1)
- Caterina de Julianis, scultrice italiana (Napoli - † 1742)

## Sindacaliste(1)
- Caterina Picolato, sindacalista e politica italiana (Torino, n. 1900 - Roma, † 1963)

## Snowboarder(1)
- Caterina Carpano, snowboarder italiana (Pozza di Fassa, n. 1998)

## Soprani(5)
- Caterina Cavalieri, soprano austriaco (Vienna, n. 1755 - Vienna, † 1801)
- Caterina Di Tonno, soprano italiano
- Caterina Gabrielli, soprano italiano (Roma, n. 1730 - Roma, † 1796)
- Caterina Mancini, soprano italiano (Genzano di Roma, n. 1924 - Roma, † 2011)
- Caterina Bondini, soprano italiana (n. 1757)

## Sovrane(17)
- Caterina d'Asburgo, sovrana (Torquemada, n. 1507 - Lisbona, † 1578)
- Caterina II di Valois, sovrana (Siena, n. 1301 - Napoli, † 1346)
- Caterina I di Courtenay, sovrana (n. 1274 - Parigi, † 1307)
- Caterina I di Russia, sovrana russa (Jēkabpils, n. 1684 - San Pietroburgo, † 1727)
- Caterina Parr, sovrana (Blackfriars, n. 1512 - Castello di Sudeley, † 1548)
- Caterina di Braganza, sovrana (Vila Viçosa, n. 1638 - Lisbona, † 1705)
- Caterina di Lancaster, sovrana spagnola (Hertford, n. 1373 - Valladolid, † 1418)
- Caterina di Navarra, sovrana (n. 1468 - Mont-de-Marsan, † 1517)
- Caterina Corner, sovrana (Venezia, n. 1454 - Venezia, † 1510)
- Caterina Opalińska, sovrana polacca (Poznań, n. 1680 - Lunéville, † 1747)
- Caterina Poděbrady, sovrana ungherese (Poděbrady, n. 1449 - Buda, † 1464)
- Caterina di Savoia-Vaud, sovrana (n. 1324 - † 1388)
- Caterina Stenbock, regina svedese (Torpa, n. 1535 - Strömsholms, † 1621)
- Caterina di Valois, sovrana francese (Parigi, n. 1401 - Londra, † 1437)
- Caterina Visconti, sovrana italiana (Milano, n. 1362 - Monza, † 1404)
- Caterina de' Medici, sovrana italiana (Firenze, n. 1519 - Blois, † 1589)
- Caterina di Württemberg, sovrana (San Pietroburgo, n. 1783 - Losanna, † 1835)

## Storiche(1)
- Erina Russo de Caro, storica, giornalista e scrittrice italiana (Roma, n. 1936 - Roma, † 2021)

## Storiche dell'arte(2)
- Caterina Bon Valsassina, storica dell'arte e funzionaria italiana (Perugia, n. 1952)
- Caterina Marcenaro, storica dell'arte, museologa e funzionaria italiana (Genova, n. 1906 - Genova, † 1976)

## Storiche delle religioni(1)
- Caterina Conio, storica delle religioni italiana (Santo Stefano al Mare, n. 1929 - Milano, † 1996)

## Tipografe(1)
- Caterina De Silvestro, tipografa italiana

## Veliste(1)
- Caterina Banti, ex velista italiana (Roma, n. 1987)

## Senza attività specificata(12)
- Caterina Aliprandi, monaca cristiana italiana (Asti, † 1529)
- Caterina di Henneberg, contessa (Schleusingen, n. 1334 - Meißen, † 1397)
- Caterina II di Russia, russa (Stettino, n. 1729 - San Pietroburgo, † 1796)
- Caterina Colombini, monaca cristiana italiana (Siena - Siena, † 1387)
- Caterina Mattei, monaca cristiana italiana (Racconigi, n. 1486 - Caramagna, † 1547)
- Caterina Medici da Broni, italiana (Broni, n. 1573 - Milano, † 1617)
- Caterina Notara, bizantina
- Caterina Picasso, brigatista italiana (Genova, n. 1907 - Genova, † 1996)
- Caterina Segurana
- Caterina Vizzani, italiana (Roma, n. 1719 - Siena, † 1743)
- Caterina Zaccaria († 1462)
- Caterina di Meo Lippi, italiana